# Mangora barba
Mangora barba là một loài nhện trong họ Araneidae.
Loài này thuộc chi Mangora. Mangora barba được Herbert Walter Levi miêu tả năm 2007.